# 阿克米鎮區 (北達科他州赫廷傑縣)
阿克米鎮區（英語：Acme Township）是位於美國北達科他州赫廷傑縣的一個鎮區。

## 地方資料
阿克米鎮區的面積為93.29平方千米，當中陸地面積為93.26平方千米，而水域面積為0.03平方千米。根據2020年美國人口普查的數據，當地共有人口19人，而人口密度為每平方千米0.2人。